# Kapeliele Faupala
Kapeliele Faupala (Ahoa, Hahake, 1940) va ser el rei d'Uvea (lavelua), que governa l'illa Wallis, des de 2008 fins al 2 de setembre 2014. Treballà com a funcionari de l'administració francesa en el departament d'obres públiques fins que es va retirar el 1995. El 2004 fou nomenat cap del Consell Tradicional de Ministres (Kivalu), càrrec que ocupà fins que fou coronat rei. Va tenir un paper important en la crisi politica de 2005 a aquesta illa.
Als sis mesos de la mort de Tomasi Kulimoetoke II, el 25 de juliol de 2008 fou coronat rei d'Uvéa enmig d'un estricte cerimonial i amb representants del govern de Nova Caledònia, on hi ha una important colònia de wallisians. Nogensmenys, la seva coronació ha estat qüestionada pels reformistes, que afirmen que creuen que és «és un rei imposat i vol prendre el tron sense el consentiment del Consell de les tres grans famílies reials com exigeix la tradició secular».
El 2 de setembre 2014, és destituït després de conflictes amb el seu primer ministre (Kivalu). L'illa Uvea (Wallis) es queda sense rei des d'aquesta data.